# Mike McGuire (político)
Mike McGuire (Healdsburg, California, Estados Unidos, 21 de julio de 1979) es un político estadounidense que actualmente se desempeña como el 52.º Presidente pro tempore del Senado del Estado de California. Es miembro del Partido Demócrata y representa al 2.º distrito senatorial, que abarca la región de la Costa Norte, desde el condado de Marin hasta el condado de Del Norte.
Desde el 19 de enero de 2022 hasta el 5 de febrero de 2024, se desempeñó como líder de la mayoría del Senado, reemplazando a Robert Hertzberg; anteriormente fue líder asistente de la mayoría desde diciembre de 2018 hasta su nombramiento como líder de la mayoría. Antes de ser elegido para el Senado estatal en 2014, fue miembro de la Junta de Supervisores del Condado de Sonoma y se desempeñó como alcalde de Healdsburg, California. Para agosto de 2023, comenzó a recaudar fondos para postularse como Comisionado de Seguros de California en 2026.

## Primeros años y educación
Mike McGuire proviene de una familia de agricultores, especializada en el cultivo de uvas y ciruelas durante más de 50 años. En 1998, se convirtió en la persona más joven en ser elegida para la Junta Escolar de Healdsburg a los 19 años. Asistió a la Sonoma State University en Rohnert Park, donde obtuvo una licenciatura en ciencias políticas en 2002.

## Carrera
McGuire asumió su primer cargo electo a los 19 años, en 1998, cuando fue elegido para la Junta Escolar de Healdsburg.[cita requerida] En 2004, fue elegido para el Concejo Municipal de Healdsburg, donde sirvió durante seis años, incluido un período como el alcalde más joven de la ciudad. En 2010, se unió a la Junta de Supervisores del Condado de Sonoma. En 2014, se postuló para el Senado Estatal de California para suceder a la senadora demócrata Noreen Evans, quien decidió no buscar la reelección. McGuire ganó fácilmente el escaño del Distrito 2 del Senado Estatal, obteniendo el 70% de los votos, tras derrotar al candidato republicano Lawrence Weisner.
En abril de 2015, presentó el proyecto de ley SB 643, con el objetivo de legalizar y regular la industria de la marihuana medicinal. La regulación abarcaría desde el cultivo hasta el consumo. McGuire criticó la falta de reglas y regulaciones estatales para la marihuana medicinal, y se opuso a la Ley de Uso Adulto de la Marihuana (Proposición 64). En septiembre de 2017, participó en la sesión legislativa estatal que instó al Congreso a censurar al presidente Donald Trump.
En septiembre de 2018, el proyecto de ley que presentó para establecer un protocolo estatal de alertas de emergencia para los 58 condados de California fue promulgado como ley. En diciembre de 2018, fue seleccionado para servir como líder asistente de la mayoría en el Senado de California. A principios de enero de 2019, McGuire "aplaudió" el plan presupuestario de 2019 del gobernador Gavin Newsom para California. Ese mismo mes, cuando el presidente Donald Trump amenazó con retener fondos de emergencia para los incendios forestales debido a la mala gestión forestal del estado, McGuire respondió en un tuit que la mayoría de los bosques afectados en California son administrados por el gobierno federal, no por el estatal.
En 2019, fue coautor de la Propuesta 27 del Senado de California (SB27), conocida como la Ley de Transparencia Fiscal, que fue promulgada por el gobernador Gavin Newsom el 30 de julio de 2019. También presentó un proyecto de ley que estableció la Gran Ruta de los Redwoods como un proyecto propuesto de vía verde en el norte de California.
El 28 de agosto de 2023, fue anunciado como el próximo presidente pro tempore del Senado Estatal de California. Asumió el cargo el 5 de febrero de 2024.